# Neurospasma
Neurospasma oder Neurospaston (Plural: Neurospasmata, Neurospasta oder Neurospasten) bezeichnet eine durch Sehnen oder Fäden bewegte Gliederpuppe, vulgo „Hampelmann“, bzw. Marionette speziell im Zeitalter der griechisch-römischen Antike. Man kannte sie aber auch bereits im Alten Ägypten.
Der Begriff (altgriechisch νευρόσπασμα oder νευρόσπαστον) setzt sich aus den griechischen Worten für „Sehne, Faden“ und „ziehen“ zusammen, wobei der Plural des Wortes jedoch nicht nur die Mehrzahl derartiger Puppen beschreibt, sondern bisweilen auch die Kunststücke selbst, welche mit diesen Marionetten vollführt wurden oder das Puppenspiel insgesamt wiedergibt.
Es gab im antiken Griechenland Menschen, die sich mit der öffentlichen Aufführung solcher Puppenspielerkunststücke ihren Lebensunterhalt verdienten.